# Kombinat VEB Keramische Werke Hermsdorf
Das Kombinat VEB Keramische Werke Hermsdorf (KWH) war ein Kombinat in der Deutschen Demokratischen Republik.
Das Kombinat war ein Hersteller von Elektrokeramik und elektrischen Bauelementen und lieferte beispielsweise Isolatoren und Überspannungsableiter für die Verwendung in der Energieübertragung und mikroelektronische Bauteile für die Datenverarbeitung (insbesondere Hybridschaltkreise der Serie KME3).
Das Kombinat unterstand dem Ministerium für Elektrotechnik und Elektronik. Weitere zentral geleitete Kombinate im Zuständigkeitsbereich dieses Ministeriums sind in der Liste von Kombinaten der DDR aufgeführt.
Im Zuge der Wende und der anschließenden Wiedervereinigung wurde das Kombinat 1990 aufgelöst und seine Betriebe wurden privatisiert. Unter der Firmierung Tridelta AG wurde der daraus entstandene Konzern 1992 durch die Jenoptik AG, den früheren Stammbetrieb des VEB Kombinat Carl Zeiss Jena, übernommen. Ab 1996 wurde die Tridelta GmbH aufgespalten und weiterverkauft. Das heute als Tridelta GmbH firmierende Unternehmen umfasst den ehemaligen Stammbetrieb VEB Keramische Werke Hermsdorf.

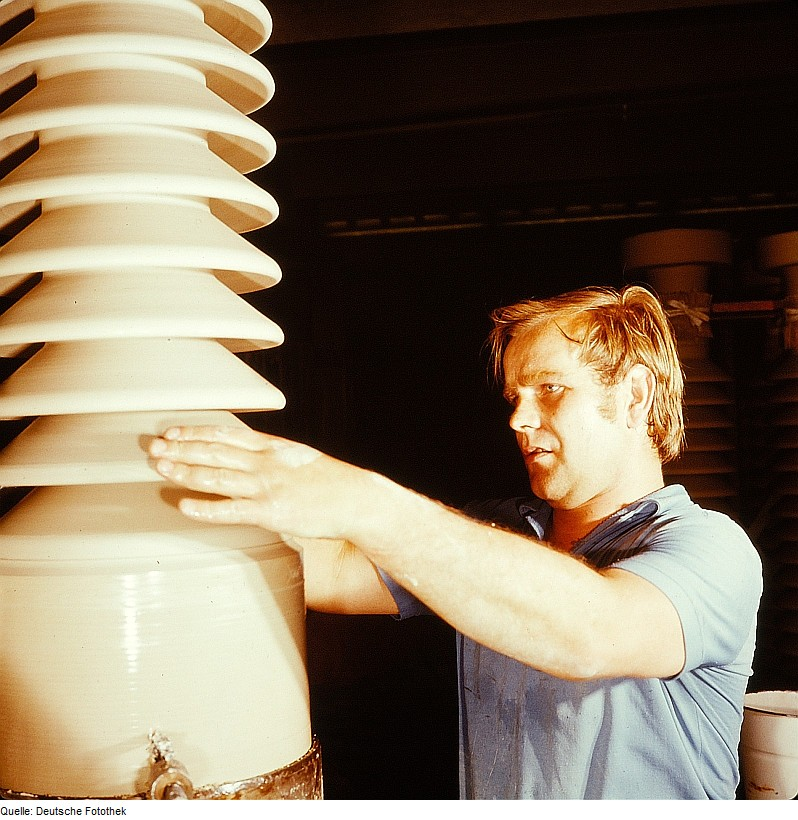
Herstellung von Isolatoren
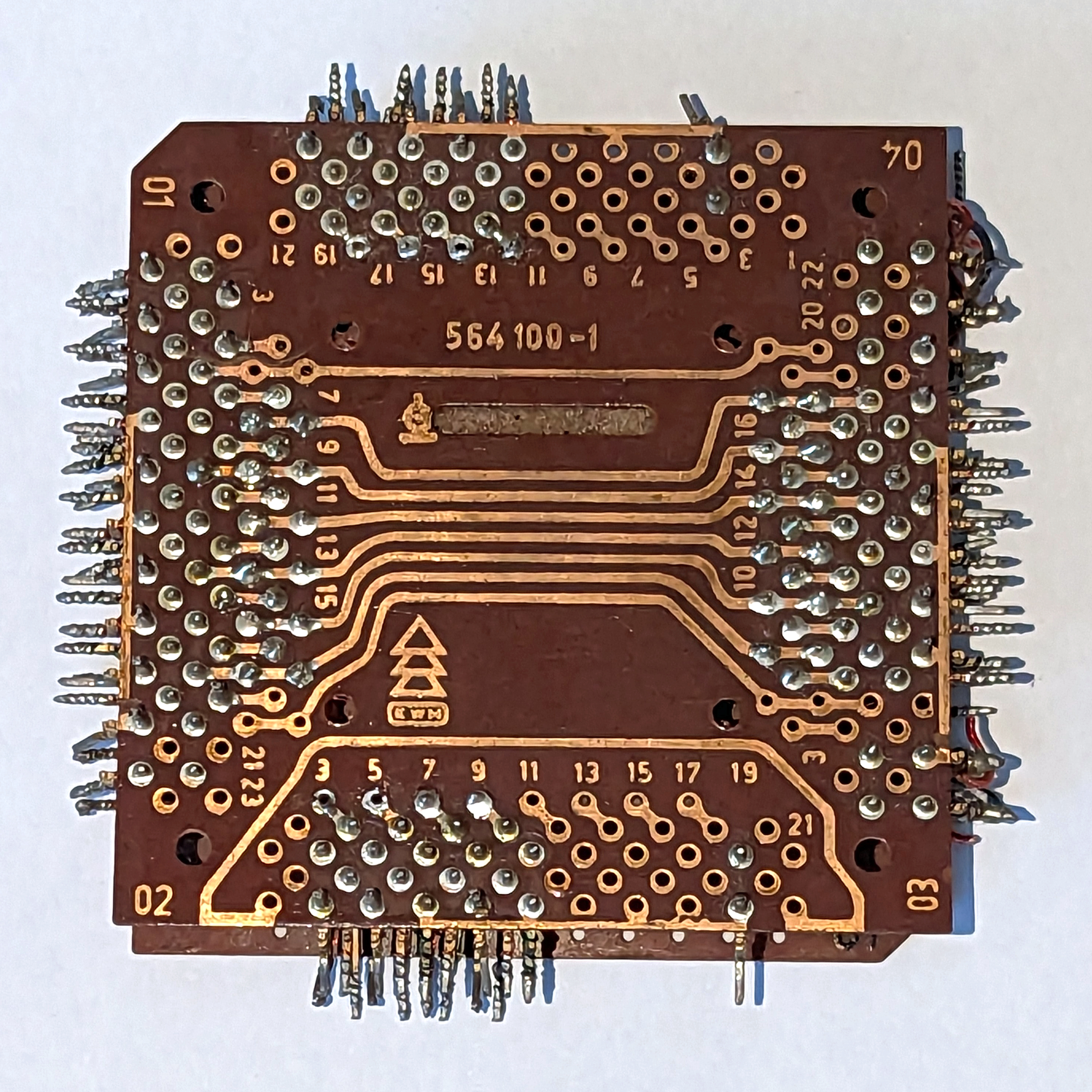
Lötseite einer Leiterplatte eines Kernspeichers
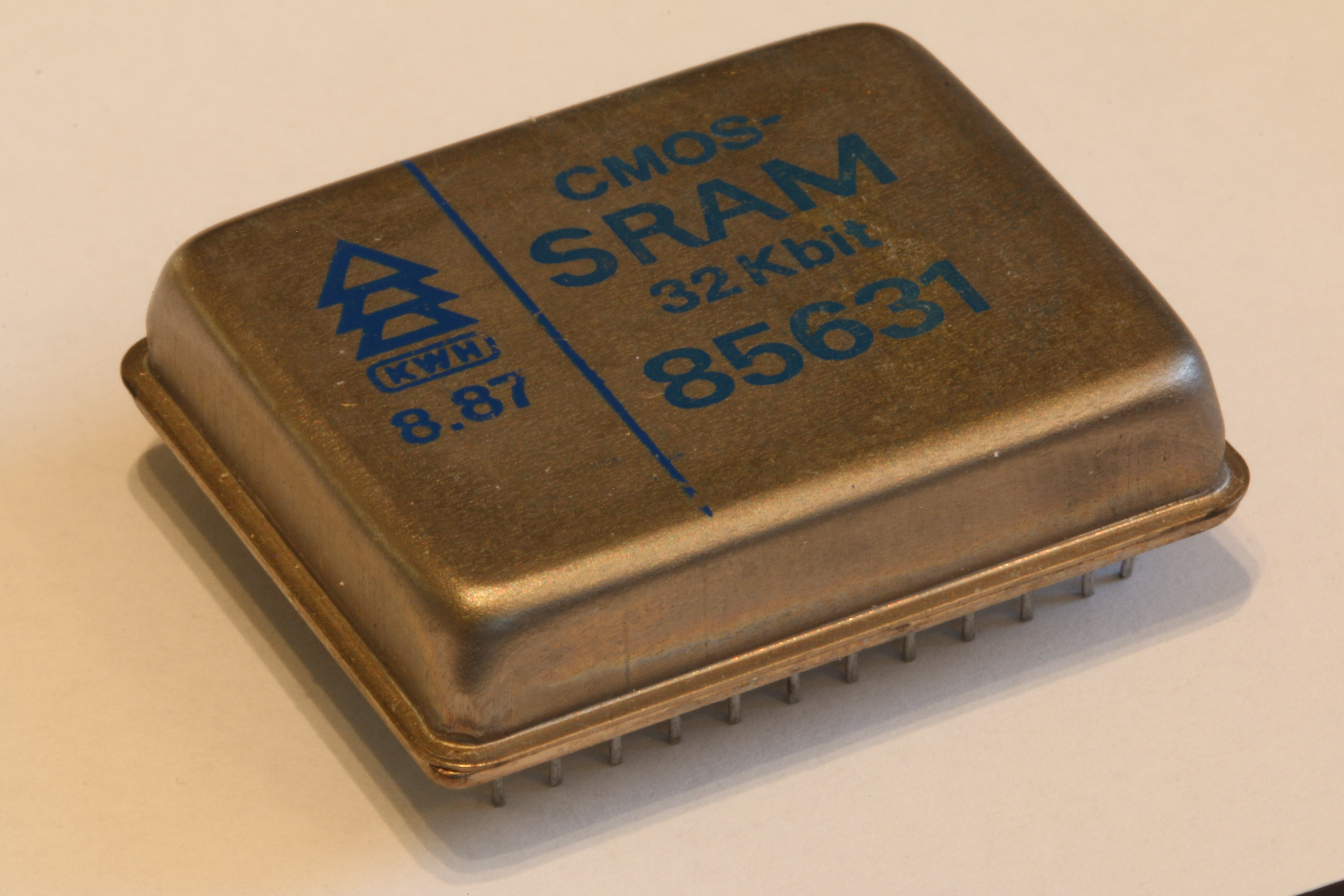
CMOS-RAM-Hybridschaltkreis von KWH
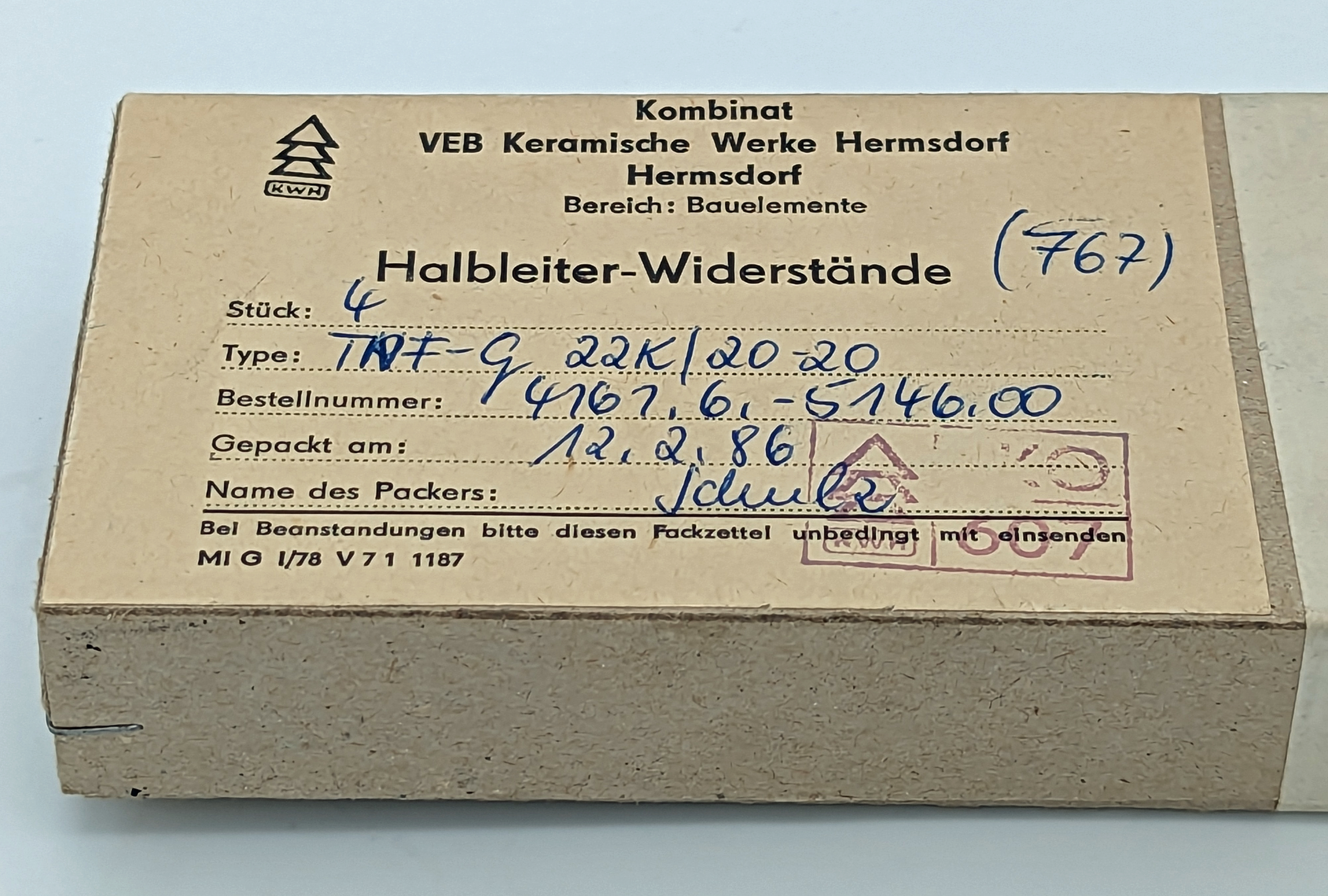
Packung mit Halbleiter-Widerständen (Thermistoren)
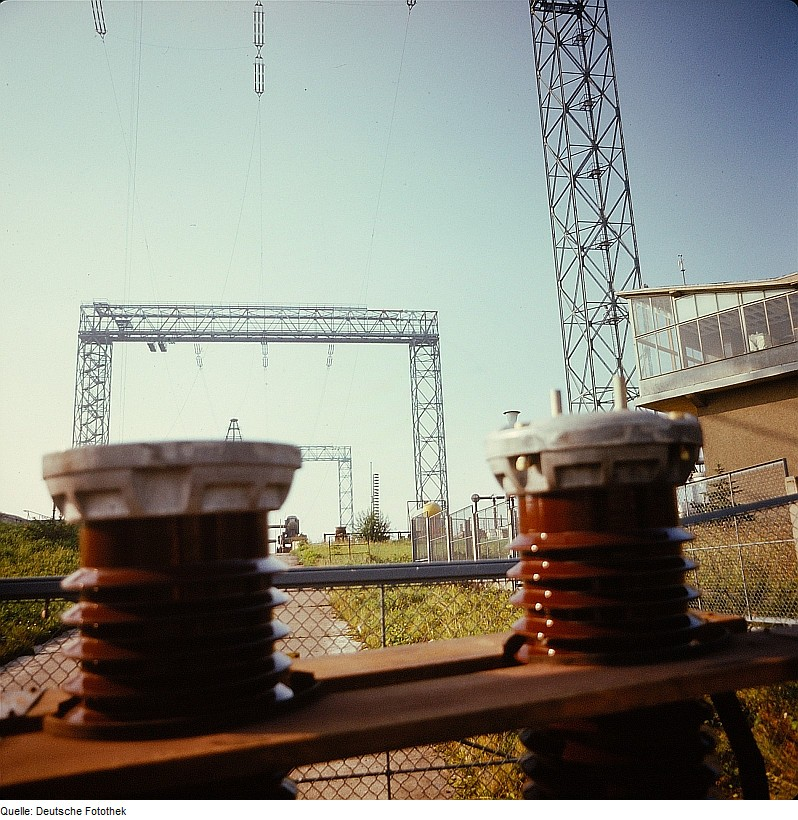
Freileitungsabspannfeld des Versuchsfelds Hermsdorf

## Zugehörige Betriebe
Zum Kombinat gehörten zuletzt die folgenden Betriebe: 
- VEB Keramische Werke Hermsdorf; (Stammbetrieb)
- VEB Keramische Werke Großdubrau
- VEB Elektroinstallation Annaberg-Buchholz
- VEB Elektroinstallation Oberweimar
- VEB Elektroinstallation Pappenheim
- VEB Elektroinstallation Pausa; (ab 1989, davor VEB Elektroanlagen und Gerätebau Greiz)
- VEB Elektroinstallation Ruhla
- VEB Elektroinstallation Sondershausen; (ab 1978, davor VEB Kombinat Elektroinstallation)
- VEB Elektroinstallation Wismar
- VEB Elektroinstallation Wittenberg
- VEB Elektrokeramik „Arthur Winzer“ Berlin
- VEB Elektrokeramische Werke Sonneberg
- VEB Elektroschaltgeräte Grimma
- VEB Elektroschaltgeräte Meerane
- VEB Elektrotechnische Geräte Böhlitz-Ehrenberg
- VEB Elektrozubehör Neustadt am Rennsteig
- VEB Institut für technische Keramik Hermsdorf
- VEB Porzellanwerk Auma
- VEB Porzellanwerk Kloster Veilsdorf
- VEB Schiffsarmaturen und Leuchtenbau Finow
- VEB Sondermaschinenbau und Vorrichtungsbau Engelsdorf
- VEB Steinzeugwerk Krauschwitz